# Boulevard Jean-Mermoz
Le boulevard Jean-Mermoz est une voie de communication de Pierrefitte-sur-Seine qui suit le parcours de la route départementale 931.

## Situation et accès

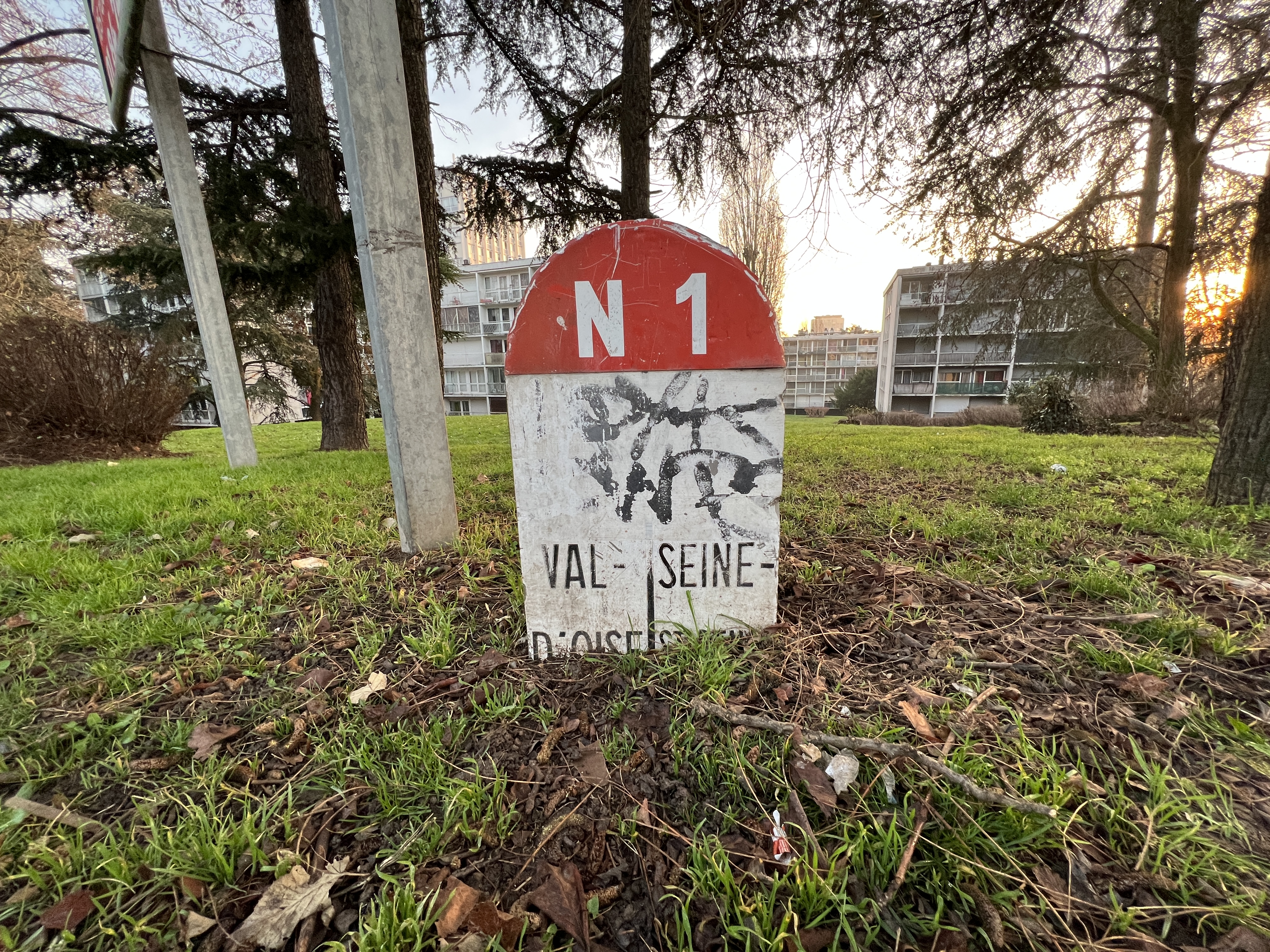
Borne de la route nationale 1.

Ce boulevard commence son tracé au nord, au croisement de la route de Calais et de l'avenue de la Division-Leclerc à Sarcelles.
Il croise ensuite le boulevard Charles-de-Gaulle
Il se termine au sud, à l'intersection de l'avenue Lénine, de l'avenue Gabriel-Péri et de la rue de Paris, endroit autrefois appelé la Demi-Lune, toponyme perpétué par des établissements commerciaux situés à cet emplacement.
Sa desserte est assurée par la ligne 5 du tramway d'Île-de-France.

## Origine du nom
Ce boulevard a été nommé dès sa création en hommage à Jean Mermoz (1901-1936), aviateur, cofondateur des Croix-de-Feu.

## Historique
Il a été créé en 1938 afin de contourner le centre-ville en suivant le tracé historique de la route nationale 1.

## Bâtiments remarquables et lieux de mémoire

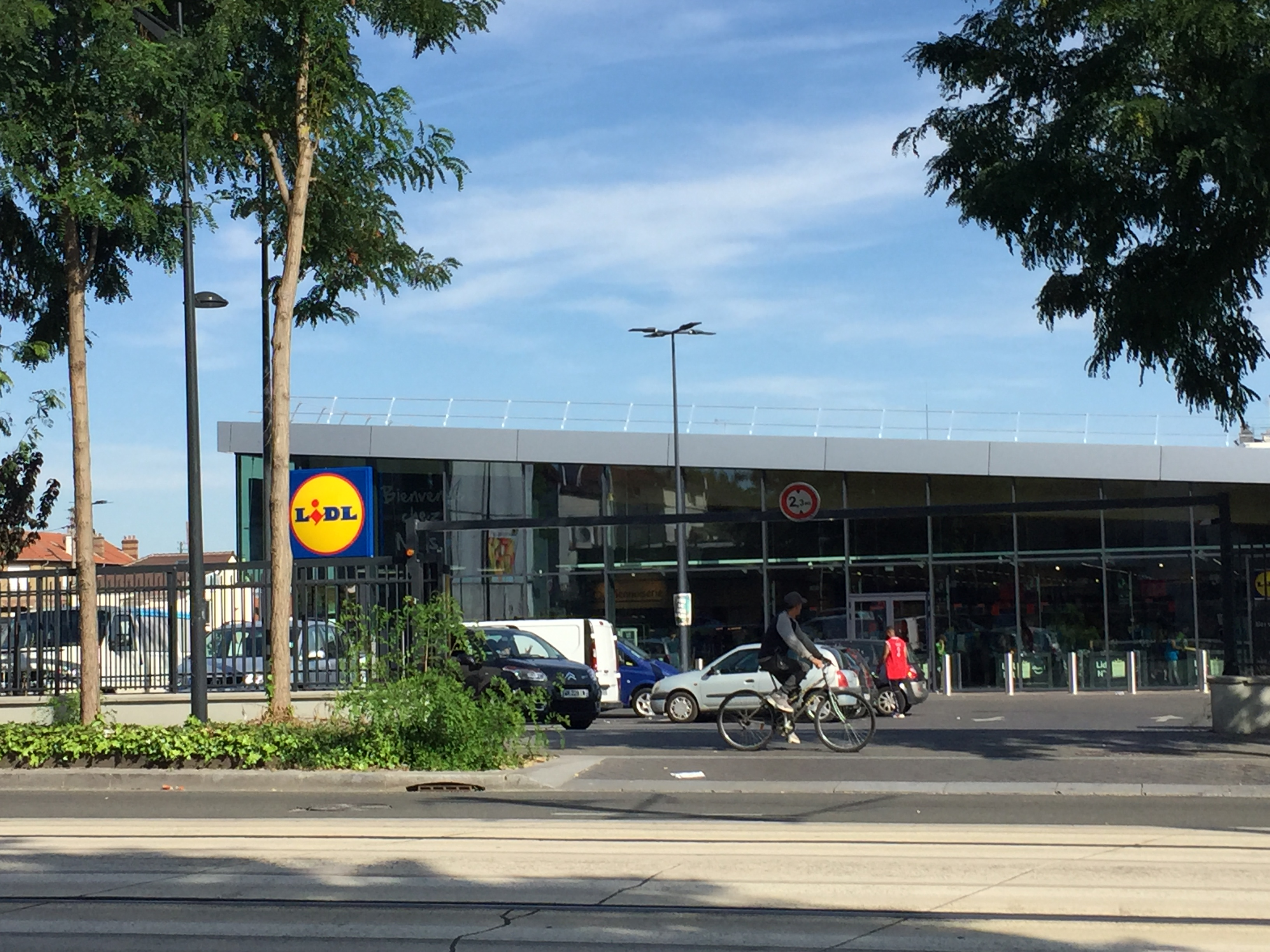
Lidl Pierrefitte-sur-Seine, 2019.

- Hôtel de ville de Pierrefitte-sur-Seine.
- Parc Nelson-Mandela.
- Au no 43, la médiathèque de Pierrefitte-sur-Seine, dite Médiathèque Flora-Tristan[2].
- Quartier des Poètes, ensemble d’habitat social[3] construit dans les années 1960.